# Ingenting, Solna

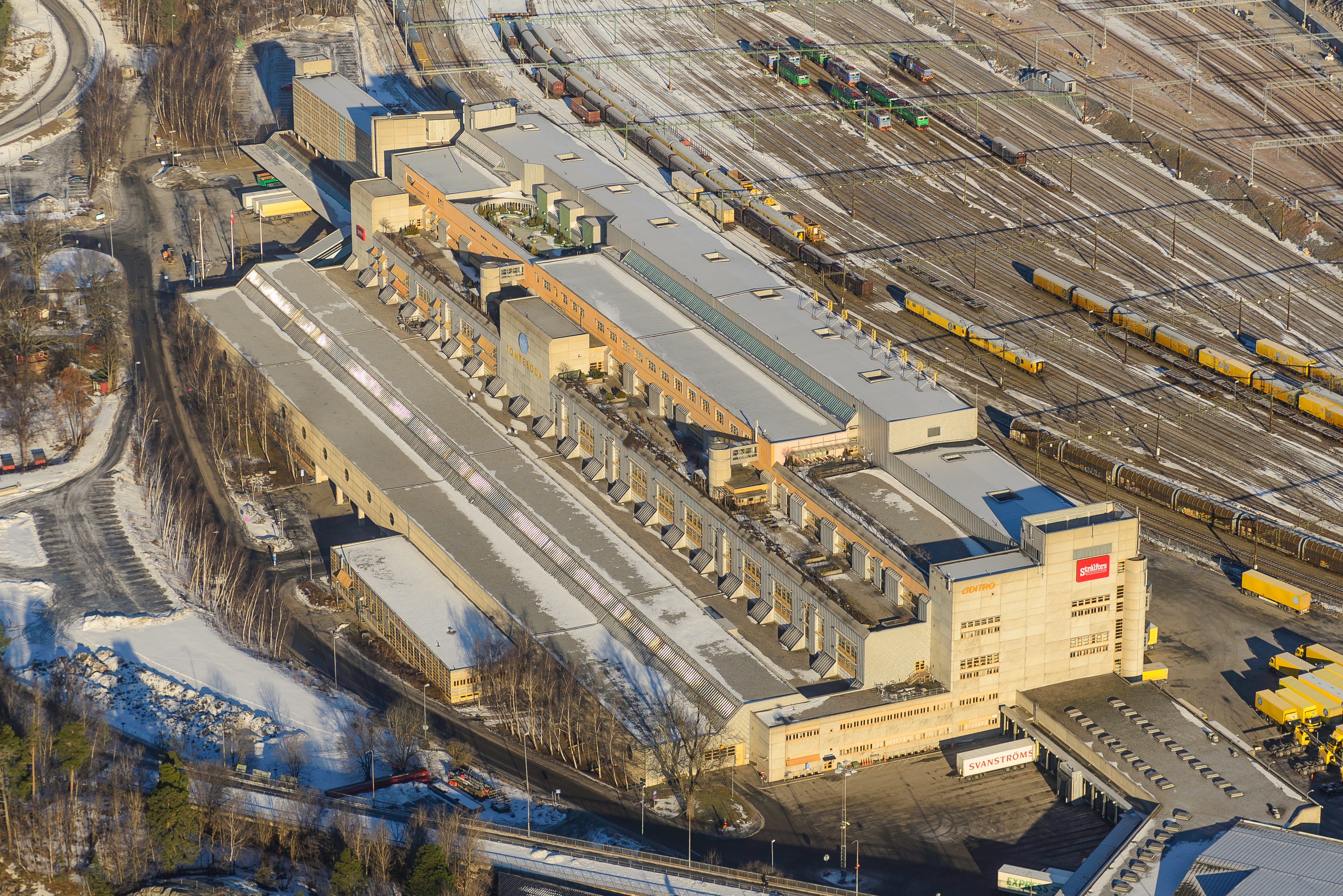
Tomteboda postterminal. Ingentings huvudbyggnad låg nära hitre gaveln på postterminalen.

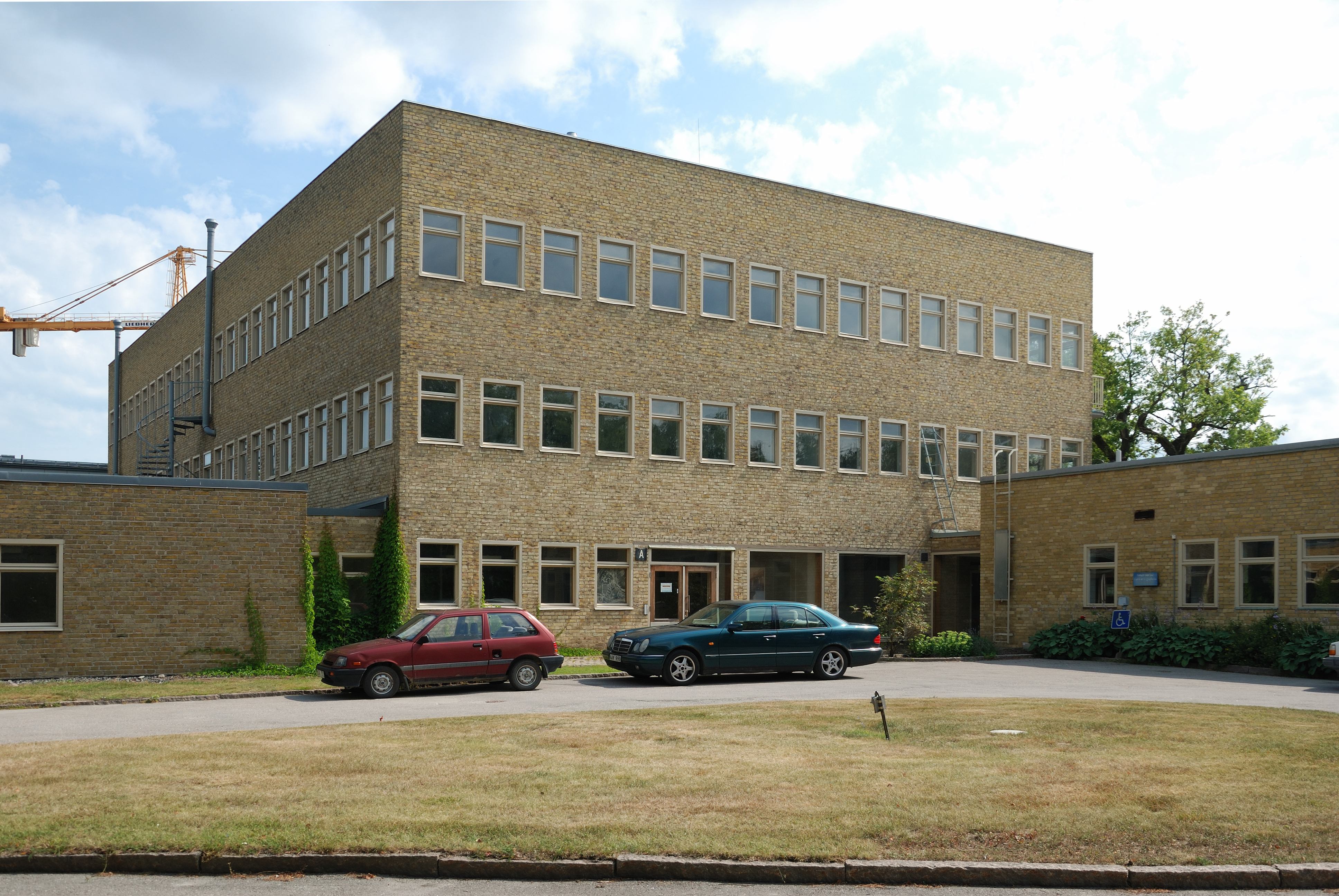
Statens bakteriologiska laboratoriums gamla huvudbyggnad

Ingenting är ett kontors- och bostadsområde i anslutning till Tomteboda i den nordöstra delen av stadsdelen Huvudsta, Solna kommun. 
Området, liksom den intilliggande Ingentingskogen, har fått sitt namn efter frälsegården Ingenting som lydde under Karlbergs slott. På gården bodde konstnären Johan Tobias Sergel under flera somrar, och även Carl Michael Bellman skall ha vistats här. De två 1700-talsbyggnaderna revs i början av 1980-talet i samband med uppförandet av Tomteboda postterminal.
Ursprunget till namnet Ingenting är omtvistat. De sentida förklaringssägner som utpekar Bellman eller Gustaf III som skämtsamma upphovsmän till det udda namnet får tillskrivas fantasin. Den numera försvunna gården var historiskt kopplad till en tidigare bebyggelseenhet Bålstomta, på vars norra ägor byn, sedermera gården, Tomteboda anlades under medeltiden.  Enligt vissa ortnamnsforskare kan namnet Ingenting ha varit ett synonymnamn för Bålstomta.  Fornfynd från folkvandringstid till vikingatid gjordes under utgrävningar på 1980- och 2000-talen inom området för den närliggande Ingentingskogen.
Stockholms Folkpark låg mellan 1911 och 1927 i Ingentingskogen. ”Tingsan” var den folkliga benämningen på Ingentingsparken med dess dansbanor och teaterscen.
1933–37 uppförde Statens bakteriologiska laboratorium 30-talet byggnader i området (400 m norr om gården), bland annat huvudbyggnad, laboratorier, djurstallar, djursjukhus. Merparten ritades av arkitekten Gunnar Asplund och området ses som ett av landets viktigaste byggnadsverk från den tidiga modernismen. Idag ägs byggnaden av Valneva som tillverkar vacciner mot bland annat kolera och en vaccinkandidat mot Covid-19.
I kvarteret Polisen uppfördes 1963–65 undervisningslokaler för Statens Polisskola. Den var förlagd här fram till dess verksamheten flyttades till Sörentorp. 1975 öppnades en tunnelbanestation i den före detta Ingentingskogen, som hade fått det nya namnet Västra Skogen. Skogen är till stor del ersatt av bebyggelse.
Tomteboda postterminal byggdes 1980-83 just där gården Ingenting legat.
Enligt en ny detaljplan antagen 2010 skall området exploateras med ytterligare cirka 700 lägenheter och  48.000 m² kontorslokaler. Under 2013 färdigställdes byggandet av SÄPO:s nya huvudkontor i Ingenting.